# Scleropages jardinii
Scleropages jardinii är en fiskart som först beskrevs av William Saville-Kent 1892.  Den ingår i släktet Scleropages och familjen Osteoglossidae. Inga underarter finns listade i Catalogue of Life.